# Brasão de armas da Áustria
O Brasão de armas da Áustria atual tem sido utilizado pela República da Áustria desde 1919. Entre 1934, e a anexação alemã em 1938, a Áustria usou um brasão diferente, que consistia em uma águia de duas cabeças. O estabelecimento da Segunda República em 1945 propiciou o retorno do brasão original (da Primeira República), que é utilizado até hoje, embora não mais apresente as correntes quebradas.

### Simbologia
- O brasão atual da Áustria é cheio de simbolismo. A águia preta, com as asas abertas, representa a liberdade e a soberania do país. Ela segura uma foice e um martelo, que simbolizam o trabalho agrícola e industrial, destacando a importância das classes trabalhadoras. A muralha coroada na cabeça da águia representa a cidade de Viena e, por extensão, a república. As correntes quebradas penduradas nas garras da águia simbolizam a libertação do país do regime nazista e a conquista da independência.

### História
O brasão de armas da 	Áustria tem uma história longa e interessante. Sua origem está ligada ao Sacro Império Romano-Germânico, onde a águia bicéfala era usada como símbolo de poder. Quando o império foi dissolvido em 1806, o Império Austríaco manteve a águia bicéfala como parte do seu brasão.
Depois da Primeira Guerra Mundial e da queda da monarquia, a Áustria se tornou uma república, e o brasão foi modificado para refletir essa nova realidade. A coroa foi retirada e substituída por uma muralha coroada, simbolizando o poder do povo. Durante a Segunda Guerra Mundial, o brasão foi alterado novamente pelos nazistas, mas depois do conflito, a versão republicana foi restaurada, com a adição de correntes quebradas para representar a libertação da Áustria.